# نبیونو
نبیونو (به ایتالیایی: Nebbiuno) یک کومونه در ایتالیا است که در استان نووارا واقع شده‌است.

## خصوصیات
نبیونو ۸٫۲ کیلومترمربع مساحت و ۱٬۷۰۹ نفر جمعیت دارد.